# Едмунд Фріц
Едмунд Фріц (нім. Edmund Fritz; до 1918 — після 1932) — австрійський актор угорського походження, кінорежисер.

## Фільмографія
- «Мандрагора» (малаг. «Alraune») — науково-фантастичний фільм жахів, 1918
- «Діти, що співають» (нім. «Die singenden Babies») — ⁣втрачений фільм, 1930
- «Велика любов» (нім. «Die große Liebe») — 1931